# 藤原耕二
藤原 耕二（ふじわら こうじ、1964年2月23日 - ）は、日本の数学者。京都大学大学院理学研究科数学教室教授。
専門は幾何学、とくに幾何学的群論。また、社会的な数学研究の理解増進にも尽力している。博士課程の指導教員は深谷賢治。

## 人物
1964年生まれ、1986年3月東京大学理学部数学科卒業1988年3月東京大学大学院数理科学研究科修士課程修了。1993年3月同博士課程修了、博士号を取得。1990年から慶応義塾大学理工学部助手、同 専任講師を経て、1998年 東北大学大学院理学研究科数学専攻准教授。2007年 東北大学大学院情報科学研究科教授、2012年 京都大学大学院理学研究科数学教室教授。幾何学的群論の研究において大きな成果をあげている。また、社会的な数学研究の理解増進をすすめる活動の実践についても高く評価されている。

## 職歴
- 1990年 4月 慶応大学理工学部数理科学科助手
- 1996年 4月 同　専任講師
- 1998年 4月 東北大学大学院理学研究科数学専攻 助教授/准教授
- 2007年 4月 東北大学大学院理学研究科情報基礎科学専攻 教授
- 2012年 4月 京都大学大学院理学研究科数学教室 教授

## 業績
- 幾何学的群論に関する研究業績
- 擬ツリー上の群作用の構成
- 滞在型プログラムＪＩＲによる数学研究の社会への理解増進

## 顕彰・招待講演
- 2005年 幾何学賞 日本数学会
- 2013年 科学技術分野の文部科学大臣表彰(理解増進部門)
- 2014年 科学技術社会論・柿内賢信記念賞（実践賞）
- 2015年 秋季賞 日本数学会
- 2016年 Einsenbud Professor (MSRI)
- 2018年 ICM 2022 Rio de Janeiro, 招待講演者[5]